# Pachnobia clarkei
Pachnobia clarkei là một loài bướm đêm trong họ Noctuidae.